# 3077 Henderson
3077 Henderson (1982 SK) là một tiểu hành tinh vành đai chính được phát hiện ngày 22 tháng 9 năm 1982 bởi Bowell, E. ở Flagstaff (AM).